# Инглэнд, Энтони Уэйн
Э́нтони Уэ́йн «Тани» И́нглэнд (англ. Anthony Wayne "Tony" England; род. 1942) — астронавт НАСА. Совершил один космический полёт на шаттле: STS-51F (1985, «Челленджер») в качестве специалиста полёта.

## Личные данные и образование

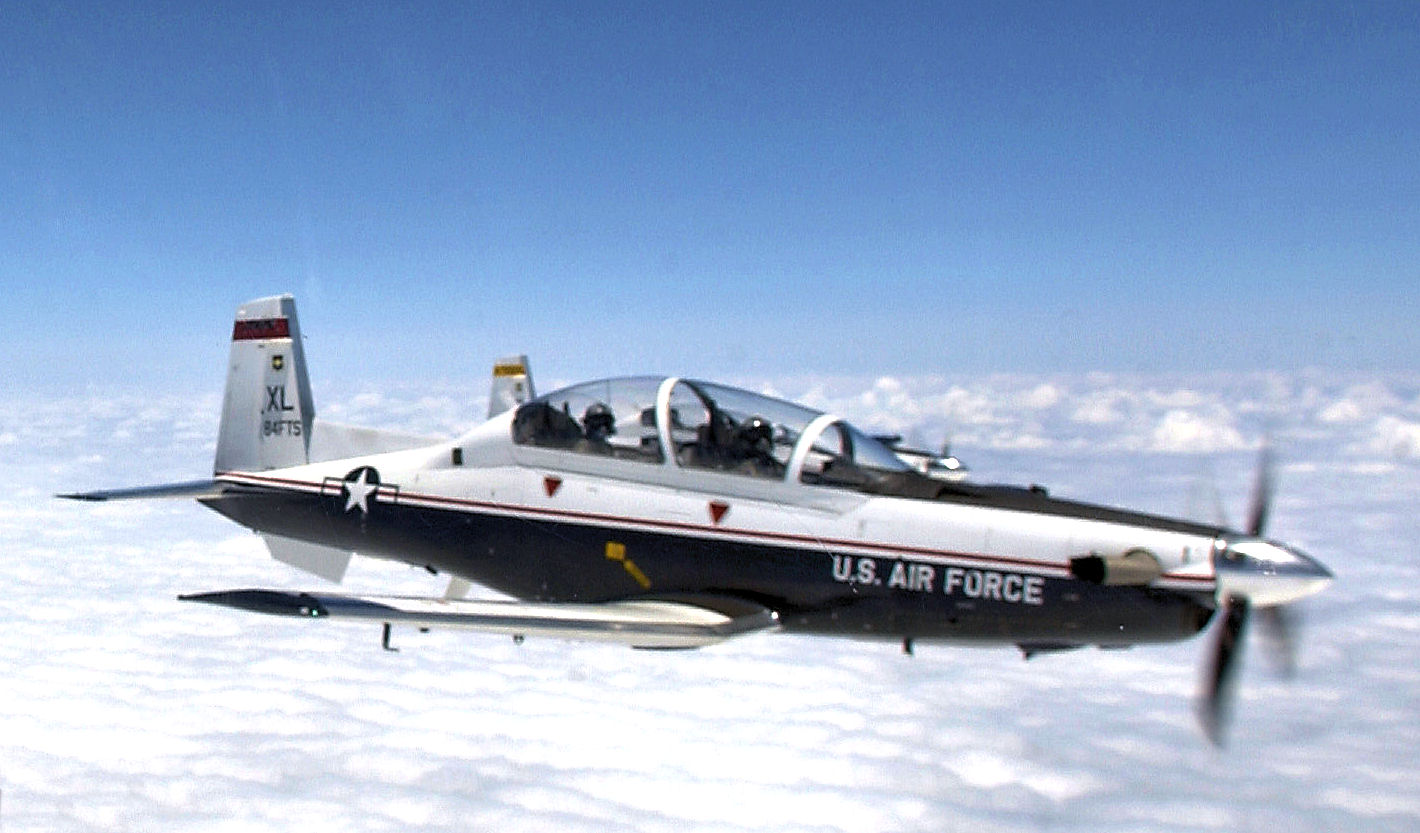
T-6A Texan II.

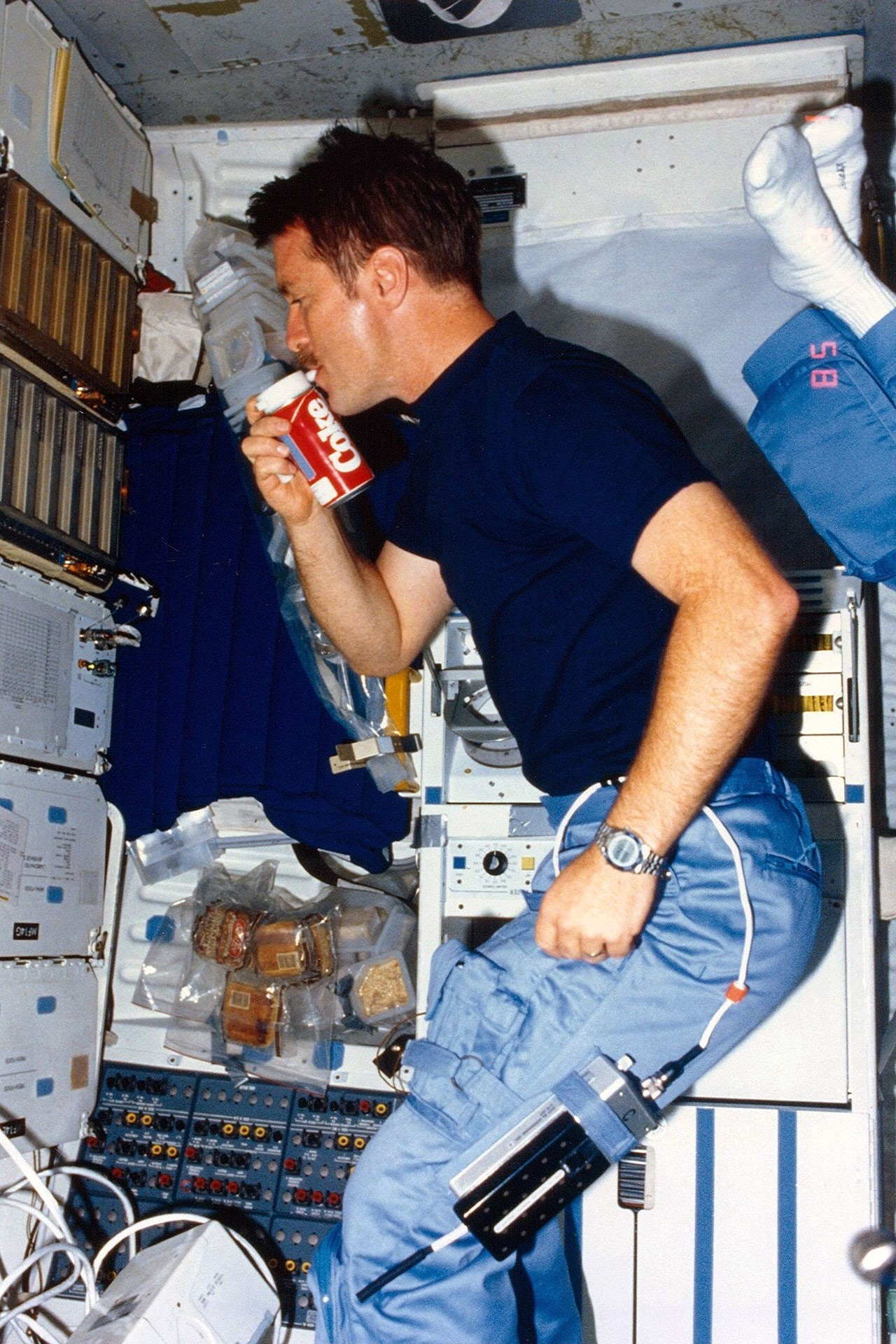
Инглэнд в космосе.

Энтони Инглэнд родился 15 мая 1942 года в Индианаполисе, штат Индиана, но родным считает город Вест Фарго, Северная Дакота. Окончил начальную школу в Индианаполисе, штат Индиана, среднюю школу в Вест Фарго, Северной Дакоте. В 1965 году он одновременно получил степень бакалавра и магистра по геологии (Планетология) (курс 12А), и в 1970 году защитил диссертацию и получил звание доктора наук по геофизике. Все 3 степени были получены в Массачусетском технологическом институте. Жена (бывшая) Кэтлин Энн Крэйц, у них две дочери. Интересы: парусный спорт и любительская радиосвязь (позывной W0ORE ).

## ДоНАСА
Проработав научным сотрудником в Массачусетском технологическом институте в течение 3 лет, получил приглашение в НАСА. Он разрабатывал установленный на Аполлоне-17 радар для исследования Луны, а также для исследовал ледники в Вашингтоне и на Аляске. Изучал ледниковые поля в Антарктиде в течение двух сезонов. Он был заместителем начальника Управления геохимии и геофизики Геологической службы США и младшим редактором журнала «Геофизические исследования». Он работал в Национальной академии, в Совете по Космическим исследованиям, а также в нескольких Федеральных комитетах, связанных с антарктической политикой, занимался вопросами утилизации ядерных отходов, в Федеральном Совете по науке и технике.

## Космическая подготовка
4 августа 1968 года Инглэнд был зачислен в отряд астронавтов НАСА во время 6-го набора, в качестве учёного-астронавта. Впоследствии он прошёл курс общекосмической подготовки (ОКП) и 53-недельный курс — лётную подготовку на авиабазе ВВС «Лауглин», штат Техас. Общий налёт составляет около 3 000 часов на самолётах различных типов. Был в группе поддержки экипажей во время полётов Аполлон-13 и Аполлон-16. Он также отвечал за связь во время миссии Аполлон-16, разговаривал с космонавтами, когда они исследовали поверхность Луны. В частности, он разрабатывал некоторые инструкции по переподключению некоторых систем жизнеобеспечения, которые были переданы на борт во время аварийного полёта Аполлон-13.

Первоначально был назначен командиром дублирующего экипажа впоследствии отменённого полёта по лунной программе «Аполлон-19».

Он покинул НАСА в 1972 году и перешёл в Геологическую службу США.
Вернулся на работу в Космический центр имени Джонсона в 1979 году в качестве старшего научного сотрудника-астронавта (специалист полёта), был направлен в Офис астронавтов, руководил работой группы планирования полётов.

## Космический полёт
- Первый полёт — STS-51F[5], шаттл «Челленджер». C 29 июля по 6 августа 1985 года в качестве специалиста полёта. Продолжительность полёта составила 7 суток 22 часа 46 минут. Инглэнд провёл 13 крупных экспериментов, 7 из которых касались астрономии и физики Солнца, 3 были посвящены исследованию ионосферы Земли, 2 — медико-биологических эксперимента и 1 — изучение свойств сверхтекучего гелия. Во время полёта Инглэнд был ответственен за активацию и эксплуатацию систем Спейслэб, операционных инструментов(IPS), а также системы дистанционного манипулятора (RMS), оказание помощи в экспериментах, проводимых другими членами экипажа, а также он постоянно был готов, в случае необходимости, к выходу в открытый космос[6].

Общая продолжительность полётов в космос — 7 суток 22 часа 46 минут.

## После полёта
С мая 1986 по май 1987 года входил в группу учёных, работавших над программой строительства орбитальной космической станции МКС. С июня 1987 по декабрь 1987 года преподавал курс «Геофизика: дистанционное зондирование» в Университете Райса. Энтони Инглэнд ушёл из НАСА в 1988 году. В настоящее время является профессором электротехники и вычислительной техники, а также профессором на кафедре «Атмосфера, океанография и космические науки», а также Директором Центра космического анализа в Университете Мичигана, в Диаборне.

## Награды и премии
Награждён: Медаль «За космический полёт» (1985) и многие другие.